# Чаявец, Рудольф
Рудольф «Руди» Чаявец (серб. Рудолф "Руди" Чајавец, хорв. Rudolf "Rudi" Čajavec; 1 апреля 1911, Згошче — 4 июня 1942, Кадиняни) — югославский хорватский лётчик, участник Народно-освободительной войны, первый пилот партизанских ВВС Югославии. Народный герой Югославии.

## Биография
Родился 1 апреля 1911 в селе Згошче близ Високо. Уже будучи учеником гимназии, состоял в революционном молодёжном движении, за что часто отчислялся из гимназий. Учился на юридическом факультете в Белградском университете, активно участвовал в студенческих демонстрациях, из-за которых даже попал в тюрьму «Главняча». После парламентских выборов 5 мая 1935, на которых он голосовал против Боголюба Евтича, переехал из Белграда, где работал в Министерстве сельского хозяйства. Окончил в 1936 году школу резервных офицеров авиации в Нови-Саде. С 1939 по 1941 годы работал во Франции, получал степень доктора юридических наук в Сорбонне.
Оккупацию застал в Загребе, откуда бежал в Баня-Луку. Был назначен директором Управления по колонизации, что позволяло ему тайно отправлять припасы на освобождённые партизанами территории прямо из Бани-Луки. Поскольку он числился офицером запаса ВВС Независимого государства Хорватии, то ему удалось установить связь с Франьо Клузом и авиамехаником Милованом Язбецом, которые входили в горком КПЮ и Оперативный штаб НОАЮ, доставляя партизанам вооружение и припасы. Руди и Милован встретились в Урие 23 мая 1942: Рудольф прилетел на самолёте «Breguet Br.19» после прибытия Клуза, что послужило началом зарождения партизанских ВВС Югославии. До начала июня 1942 года, пока в Урие шла интенсивная подготовка партизан-пилотов, Чаявец участвовал в национальных совещаниях, направленных на укрепление культурных и национальных связей между сербами и хорватами. Благодаря его сведениям партизаны составили список боевых единиц ВВС НГХ и его верховного командования.
Первый и последний полёт Чаявец и Язбец совершили 4 июня 1942: над Баня-Лукой они сбрасывали листовки, а затем бомбили аэродром Залужани. Во время авианалёта им удалось разбомбить хорватскую пешую колонну: погибли 9 человек (в том числе один немецкий прикомандированный офицер). Однако с третьего захода силы ПВО сбили самолёт, а Чаявец получил даже ранение в колено. Однако близ села Кадиняни его самолёт вынужден был совершить экстренную посадку из-за вышедшего из строя двигателя. Там его ожидала засада четников. После недолгой борьбы Чаявец застрелился, не желая попадать в плен к врагу. Язбец был взят в плен и позднее казнён за дезертирство. Однако партизаны позднее вернули себе самолёт и продолжили на нём авианалёты вплоть до 6 июля.
20 декабря 1951 Рудольфу Чаявцу посмертно присвоили звание Народного героя Югославии.

## Память
- В Баня-Луке фабрика сигнальных устройств была названа в его честь.
- В 1979 году о его боевом пути был снят фильм «Партизанская эскадрилья».